# Свръхгигант
Свръхгигантите са категория звезди, в която попадат най-масивните и най-ярки звезди. Свръхгигантите имат маса, която е от 8 до 12 пъти по-голяма от тази Слънцето. Светимостта им варира от 1000 до 1 милион пъти тази на Слънцето. Радиусът им може да варира в широки граници, обикновено от 30 до 500, но понякога и над 1000 слънчеви радиуса. Поради голямата им маса, те избухват в супернови. В космически мащаб, тяхната продължителност на живота е сравнително кратка – от порядъка на няколко милиона години.
Звездата се превръща в гигант, когато се изчерпа нейният запас от водород, необходим за поддържане на ядрените реакции в нейното ядро и започналия преход към новото енергетично равновесие. Звездата започва да „гори“ хелий, което предизвиква значително разширение на външните слоеве. Повърхностната температура пада, но голямото увеличение на повърхността предизвиква усилване на нейната светимост. След като изгори хелият, звездата продължава да се поддържа с ядрени реакция, докато стигне до желязото. След това реакциите спират. Примери за такива звезди са Ригел, Антарес и Бетелгейзе. Гиганти понякога се наричат и масивни горящи звезди, които са много масивни и ярки в сравнение със Слънцето, въпреки че не са достигнали този късен стадий от своята еволюция.
Температурата на свръхгигантите варира от 3450 K до над 20 000 K.